# Besztercebányai kerület
A Besztercebányai kerület (szlovákul Banskobystrický kraj) közigazgatási egység Szlovákia középső részén. Délről Magyarország, nyugatról a Nyitrai kerület, északról a Trencséni és a Zsolnai kerület, északkeletről az Eperjesi kerület, keletről a Kassai kerület határolja.
Területe 9455 km², ezzel a legnagyobb szlovákiai közigazgatási egység. Lakossága 662 121 fő (2001), székhelye Besztercebánya (Banská Bystrica), Közép-Szlovákia központja. Lakosságának 11,7 százaléka, azaz 77 795 személy magyar nemzetiségű.
A kerület legnagyobb része a Gömör–Szepesi-érchegységben terül el, ezért itt vannak az ország nagy bányavárosai. Fő folyói a Garam és az Ipoly, utóbbi egyben a terület déli határát képezi Magyarország felé. Mindkettő a Dunába ömlik. A déli részeken jelentős számú magyar nemzetiség él.

## Népessége
| Év:            | 1994.   | 2004.   | 2014.   | 2024.   |
| -------------- | ------- | ------- | ------- | ------- |
| Emberek száma: | 664 072 | 658 368 | 655 359 | 611 124 |
| Eltérés:       |         | -0,85 % | -0,45 % | -6,74 % |

| Év:            | 2023.   | 2024.   |
| -------------- | ------- | ------- |
| Emberek száma: | 614 356 | 611 124 |
| Eltérés:       |         | -0,52 % |

## Járások
A kerület a következő 13 járásból (okres) áll:

|     | Járás                                            | Székhely                            | Rendszámkód | Lakosság (fő, 2001) | Terület (km²) | Népsűrűség (fő/km²) |
| --- | ------------------------------------------------ | ----------------------------------- | ----------- | ------------------- | ------------- | ------------------- |
| 1.  | Besztercebányai járás (Okres Banská Bystrica)    | Besztercebánya (Banská Bystrica)    | BB, BC      | 111 984             | 809           | 138,4               |
| 2.  | Breznóbányai járás (Okres Brezno)                | Breznóbánya (Brezno)                | BR          | 65 909              | 1265          | 52,1                |
| 3.  | Garamszentkereszti járás (Okres Žiar nad Hronom) | Garamszentkereszt (Žiar nad Hronom) | ZH          | 48 125              | 201           | 239,4               |
| 4.  | Gyetvai járás (Okres Detva)                      | Gyetva (Detva)                      | DT          | 33 514              | 475           | 70,6                |
| 5.  | Korponai járás (Okres Krupina)                   | Korpona (Krupina)                   | KA          | 22 885              | 585           | 39,1                |
| 6.  | Losonci járás (Okres Lučenec)                    | Losonc (Lučenec)                    | LC          | 72 837              | 771           | 94,5                |
| 7.  | Nagykürtösi járás (Okres Veľký Krtíš)            | Nagykürtös (Veľký Krtíš)            | VK          | 46 741              | 849           | 55,1                |
| 8.  | Nagyrőcei járás (Okres Revúca)                   | Nagyrőce (Revúca)                   | RA          | 40 918              | 730           | 56,1                |
| 9.  | Poltári járás (Okres Poltár)                     | Poltár (Poltár)                     | PT          | 23 666              | 505           | 46,9                |
| 10. | Rimaszombati járás (Okres Rimavská Sobota)       | Rimaszombat (Rimavská Sobota)       | RS          | 83 124              | 1471          | 56,5                |
| 11. | Selmecbányai járás (Okres Banská Štiavnica)      | Selmecbánya (Banská Štiavnica)      | BS          | 17 151              | 278           | 61,7                |
| 12. | Zólyomi járás (Okres Zvolen)                     | Zólyom (Zvolen)                     | ZV          | 67 633              | 759           | 89,1                |
| 13. | Zsarnócai járás (Okres Žarnovica)                | Zsarnóca (Žarnovica)                | ZC          | 27 634              | 426           | 64,9                |